# Zygophyllum kansuense
Zygophyllum kansuense là một loài thực vật có hoa trong họ Zygophyllaceae. Loài này được Y.X. Liou miêu tả khoa học đầu tiên năm 1980.